# Chimica dell'atmosfera

Schematizzazione dei processi chimici e di trasporto legati alla composizione dell'atmosfera.

La chimica dell'atmosfera è una branca della scienza dell'atmosfera che studia la chimica dell'atmosfera terrestre e quella di altri pianeti del sistema solare. Si tratta di un campo di ricerca multidisciplinare che comprende chimica ambientale, fisica, meteorologia, simulazione informatica, oceanografia, geologia, vulcanologia e altre discipline. La ricerca è crescentemente legata con altre aree di studio come la climatologia.
La composizione e la chimica dell'atmosfera è importante per molte ragioni, ma innanzitutto per quanto riguarda le interazioni tra atmosfera e organismi viventi. La composizione dell'atmosfera terrestre è stata cambiata dall'attività antropica e alcuni di questi cambiamenti sono dannosi per la salute umana, i raccolti e gli ecosistemi. Esempi di problemi studiati dalla chimica atmosferica sono costituiti da
- piogge acide
- smog
- riscaldamento globale.

## Storia
Gli antichi Greci ritenevano l'aria come uno dei quattro elementi, ma i primi studi scientifici sulla composizione atmosferica iniziarono nel XVIII secolo. Chimici come Joseph Priestley, Antoine Lavoisier ed Henry Cavendish fecero le prime misurazioni della composizione dell'atmosfera. 

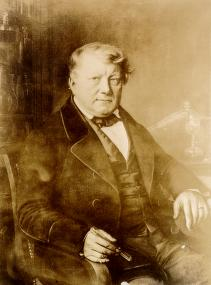
Christian Friedrich Schönbein

Alla fine del XIX e all'inizio del XX secolo l'interesse si spostò verso la ricerca di costituenti con concentrazioni molto piccole. Una scoperta particolarmente importante per la chimica atmosferica fu la scoperta dell'ozono da parte di Christian Friedrich Schönbein nel 1840.
Nel XX secolo la scienza dell'atmosfera procedette dallo studio della composizione dell'aria alla considerazione di come le concentrazioni di gas presenti in tracce nell'atmosfera si erano modificate nel tempo ed i processi chimici che creano e distruggono i composti nell'aria. Due esempi particolarmente importanti di ciò furono la spiegazione di come l'ozonosfera si forma e si mantiene ad opera di Sydney Chapman e Gordon Dobson, e la spiegazione dello smog di Haagen-Smit.
Attualmente, l'attenzione si sta nuovamente spostando. La chimica atmosferica è sempre più studiata come parte del Sistema Terra. Invece di concentrarsi sulla chimica atmosferica isolatamente si tende oggi a vederla come parte di un singolo sistema con il resto dell'atmosfera, biosfera e geosfera. Un esempio molto importante di questo è costituito dai legami tra chimica e clima nel senso di come gli effetti delle modifiche climatiche influenzano l'andamento del buco nell'ozono e viceversa ma anche l'interazione della composizione dell'atmosfera con gli oceani e gli ecosistemi terrestri.

## Composizione dell'atmosfera
| Composizione media dell'atmosfera secca, per volume | Composizione media dell'atmosfera secca, per volume |                                       |
| --------------------------------------------------- | --------------------------------------------------- | ------------------------------------- |
| Gas                                                 | per NASA, su nssdc.gsfc.nasa.gov.                   |                                       |
| Azoto                                               | 78,084%                                             |                                       |
| Ossigeno                                            | 20,946%                                             |                                       |
| Argon                                               | 0,934%                                              |                                       |
| Vapore acqueo                                       | Molto variabile; solitamente circa 1%               | Molto variabile; solitamente circa 1% |
| Costituenti minori in ppm.                          |                                                     |                                       |
| Biossido di carbonio                                | 383                                                 |                                       |
| Neon                                                | 18,18                                               |                                       |
| Elio                                                | 5,24                                                |                                       |
| Metano                                              | 1,7                                                 |                                       |
| Kripton                                             | 1,14                                                |                                       |
| Idrogeno                                            | 0,55                                                |                                       |

Nota: la concentrazione di CO2 e CH4 varia per stagione e luogo di misurazione. 

La massa molecolare principale dell'aria è di 28,97 g/mol.

## Metodologia
I tre elementi centrali in chimica atmosferica sono:
- Osservazioni
- Misurazioni in laboratorio
- Creazione di modelli

I progressi in questa disciplina sono spesso guidati dalle interazioni tra questi componenti che formano un complesso integrato. 
Ad esempio le osservazioni ci possono dire come esistano più composti chimici rispetto a quanto si pensava precedentemente.
Questo stimola la creazione di nuovi modelli e studi in laboratorio che accrescono la comprensione scientifica ad un punto in cui le osservazioni possono essere spiegate.

### Osservazione

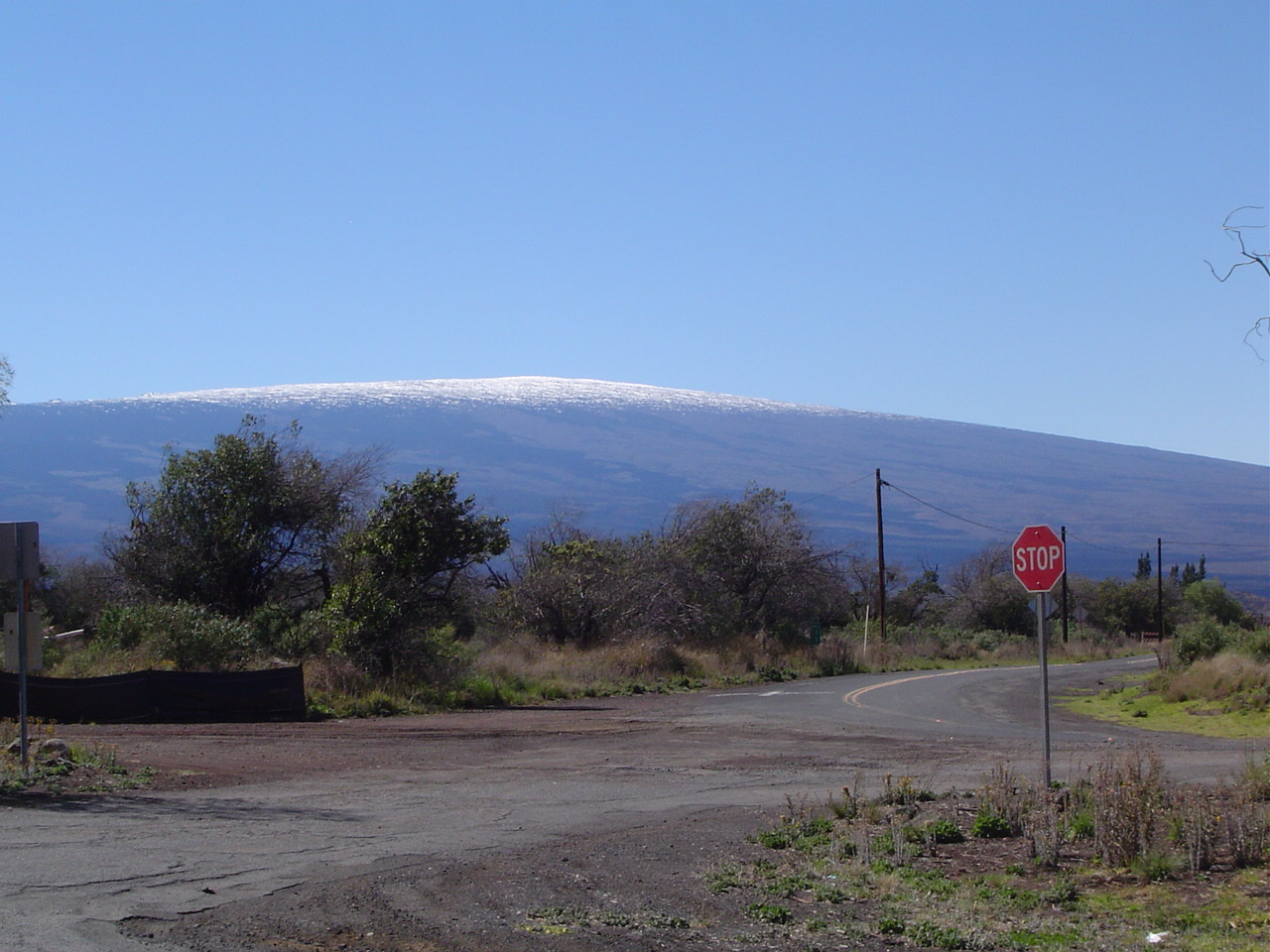
Sul vulcano Mauna Loa è presente un importante osservatorio

Le osservazioni sono fondamentali in chimica atmosferica per migliorare la comprensione dei fenomeni. Osservazioni di routine riguardanti la composizione chimica ci comunicano dei cambiamenti di composizione atmosferica nel tempo. Un esempio importante di questo è la Keeling Curve – una serie di misurazioni dal 1958 a oggi che mostra una crescita costante della concentrazione di biossido di carbonio. 
Le osservazioni sono condotte in osservatori come quello sul vulcano Mauna Loa e su piattaforme volanti come il britannico Facility for Airborne Atmospheric Measurements, su navi, o su mongolfiere. Le osservazioni sulla composizione atmosferica sono sempre più spesso compiute da satelliti artificiali dotati di strumentazione sofisticata come il GOME e il MOPITT che danno una panoramica globale dell'inquinamento atmosferico e della chimica. Le osservazioni di superficie hanno il vantaggio di fornire registrazioni di lungo periodo ad elevata risoluzione temporale ma sono limitate nello spazio verticale ed orizzontale da cui forniscono le osservazioni. Alcuni strumenti di superficie come il Lidar possono fornire profili di concentrazione di composti chimici ed aerosol ma sono ancora limitati nella regione orizzontale che possono coprire. Molte osservazioni sono disponibili on line negli Atmospheric Chemistry Observational Databases.

### Misurazioni in laboratorio
Le misurazioni compiute in laboratorio sono essenziali per la comprensioni delle fonti degli inquinanti e dei composti naturalmente prodotti. 
Gli studi in laboratorio ci informano su quali gas reagiscono tra loro e con che velocità. Le misurazioni di interesse includono reazioni in fase gassosa, su superfici e in acqua. Sempre di grande importanza la fotochimica che quantifica quanto rapidamente le molecole sono scisse dalla luce solare e quali prodotti sono più dati termodinamici del genere dei coefficienti della Legge di Henry.

### Creazione di modelli
Per sintetizzare e verificare le conoscenze teoriche di chimica atmosferica si fa ampio uso della simulazione al computer. Modelli numerici risolvono le equazioni differenziali che governano le concentrazioni di sostanze chimiche nell'atmosfera. Tali modelli possono essere molto semplici o molto complessi. Un comune fattore di preferenza nell'ambito dei modelli numerici è tra il numero di composti chimici e delle reazioni chimiche modellate di contro alla rappresentazione del trasporto e dei miscugli nell'atmosfera. Per esempio, un modello di gabbia può includere centinaia o anche migliaia di reazioni chimiche ma avrà solamente una rappresentazione molto semplice di miscuglio nell'atmosfera. Al contrario, i modelli 3D rappresentano la maggior parte dei processi fisici dell'atmosfera ma a causa delle restrizioni delle risorse del computer possono rappresentare molti meno composti e reazioni chimiche. I modelli possono essere usati per interpretare le osservazioni, verificare la comprensione delle reazioni chimiche e predire le future concentrazioni di composti chimici nell'atmosfera. Un'importante tendenza attuale è la progressiva trasformazione dei moduli di chimica atmosferica in una parte dei modelli di sistema della Terra in cui possono essere studiati i collegamenti tra il clima, la composizione atmosferica e la biosfera. 
Alcuni modelli sono costruiti da generatori automatico di codice. In questo approccio viene scelto un insieme di costituenti ed il generatore automatico di codice seleziona le reazioni che coinvolgono quei costituenti da un insieme di database di reazioni. Una volta che le reazioni sono state scelte si costruisce automaticamente un'equazione differenziale ordinaria (ODE) che descriva la loro evoluzione nel tempo.